# 波音247
波音247是早期的美國民航飛機，由波音飛機公司設計製造，被認為是第一台完整納入像全金屬（陽極處理的鋁）的半硬殼結構，全悬臂翼及可收放起落架等先進技術的客機。其他先進技術包括控制面的配平片、自動駕駛系統、機翼上的除冰器，以及横尾翼。
「從繪圖板脫稿」之後，247客機於1933年2月8日首飛，並於次年開始服役。機體設計上後續開發使得機身朋架和引擎更大，並且出現了四台發動機的設計，但是基本配型沒有重大變化，直到1940年波音307平流層客機引入客艙升壓和高空巡航。

## 設計和開發

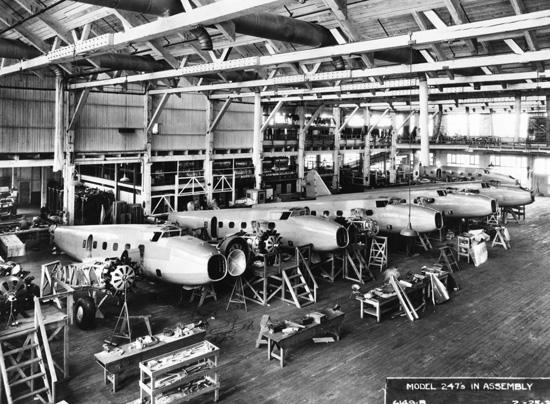
波音247的生產線

波音通過在商用飛機上引入一整套氣動學和科技上的特性而領先於其他飛機製造商。這一先進的設計從單翼信使（Monomail，型號200、221、221A）和B-9轟炸機的設計演進而來，結合了快速和安全。波音247比當時美國的先進戰鬥機波音P-12速度更快，而那架飛機還是開放式駕駛艙的雙翼飛機。該飛機的降落速度低達62 mph（100 km/h），無需襟翼，並且機師學習到速度低達10 mph（15 km/h）的時候，247可以很容易的在地面上操控滑行。
波音247是第一架可以依靠單一引擎飛行的雙引擎客機。通過使用可調距螺旋槳（247D的標準配備），波音247可以在最大起飛重量下維持11,500英尺（3,500）的飛行高度。這些特性的集合為道格拉斯DC-1及其他二戰之前的客機設定了標準。最初的設計為載客量14人的客機，使用普拉特·惠特尼R-1690大黃蜂星型引擎驅動，聯合航空機師對設計的初期的評論導致飛機重新設計成體量更小、載客量更少的配置，改由R-1340引擎驅動。
機師的憂慮之一在於當時的機場在他們所了解的情況裏沒有一個適合起降8噸重的飛機。他們還拒絕使用大黃蜂發動機，因為大多數機師都習慣於動力更低的黃蜂發動機，並認為大黃蜂引擎動力過強。普惠首席工程師喬治·米亞德了解到這是一種誤導，並且會在幾年後過時。普惠總裁弗雷德里克·倫特施勒面對著艱難的決定，決定默許聯航機師一致同意的要求。這造成了米亞德和倫特施勒之間發生分歧。即使設計和引擎方面有分歧，波音247仍然是一大標誌性的成就，並成為波音在1933年芝加哥世界博覽會上的展品。
第一架波音247的擋風玻璃是向前折角，而不是傳統的向後延伸。這是一個針對夜間巡航時儀表照明會反射問題的設計解決方案（類似於其他現代客機使用前傾的擋風玻璃）。但這也會反射地面上的燈光，還會明顯增加風阻。隨著247D的引入，擋風玻璃以一般的方式傾斜，而夜間巡航時的反光問題通過在控制台上安裝防眩板的方式解決。
波音謹慎考慮飛行安全上的特性，以強化的結構建造，並引入可以改進乘客舒適度和安適感的設計，如恆溫控制、具備空調和隔絕噪音的客艙。乘員包括機長和副機長，以及空服員來滿足乘客的需求。主起落架並非完全收入機體，機輪部分暴露於發動機艙下，這是當時的典型設計，作為減輕機腹著地降落時發生結構毀損的方式。尾輪不可回收。247及247A型擁有調速環型引擎整流罩和固定槳距螺旋槳，247D引入了NACA整流罩和可變距螺旋槳。

## 服役歷史

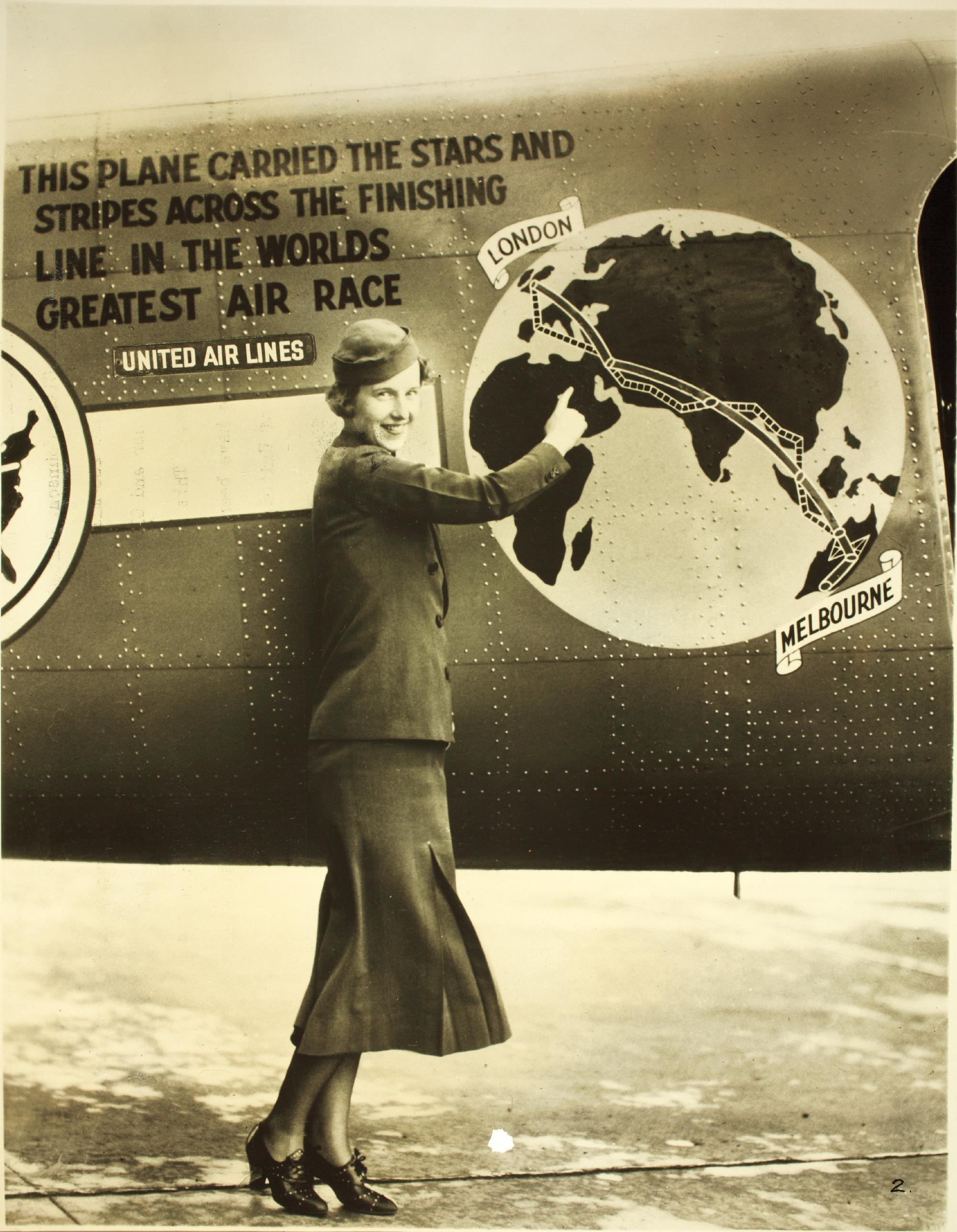
空姐指著在麥克羅伯遜航空競賽中贏得季軍的波音247

隨著波音247從測試進入開發階段，公司通過參加一場1934年的飛行競賽進一步展示其性能，即從英格蘭飛往澳大利亞的麥克羅伯遜航空競賽。1930年代，該飛機的設計常常在飛行競賽和其他飛行當中被證明。由羅斯科·特納上校和克萊德·龐伯恩駕駛的改裝的247D，編號「57」，是基本量產型號，但所有飛機內飾皆被移除，以加裝八個附加機身油缸。麥克羅伯遜航空競賽吸引了全世界的飛機參賽，包括了原型機及已投入量產的機型，有著被認為令人激動的證明場地的繁重的進程，以及一個可以吸引全球關注的機會。特納和龐伯恩取得運輸機組的第二名（總成績第三名），次於波音247最終的競爭對手道格拉斯DC-2。

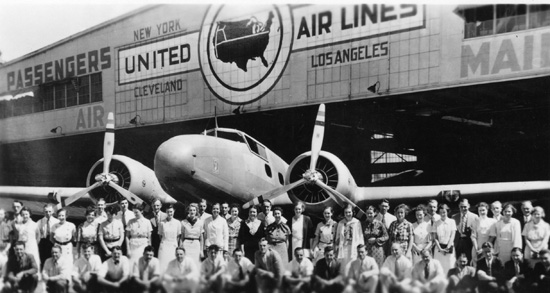
聯合航空機組人員和僱員在一架波音247前合影

隨著因航空設計的卓越成就而贏得的1934年美國科利爾獎，第一張247的訂單被指定給威廉·波音的波音航空運輸公司。波音247能以比先前的機型快八小時的速度橫越美國東西海岸，比如福特三引擎飛機和柯蒂斯禿鷹。1933年5月22日服役後，波音航空運輸公司的247在其舊金山到紐約的定期航班中創下了19小時半飛越東西海岸的記錄。這是客運航班首次跨越美國東西海岸而無需要求換乘飛機或中途夜宿。
出於來自美國航司的最初的需求，波音以前所未有的350萬美元的訂單將首批60架247出售給其關聯的航空公司——波音航空運輸公司（聯合航機運輸公司的一部分），每架飛機65,000美元。TWA（跨大陸及西部航空）也訂購了247，但聯合航機運輸公司拒絕交付，致使TWA總裁傑克·弗萊伊發出打造新式客機的要求並資助唐納德·道格拉斯去設計製造道格拉斯DC-1原型機。道格拉斯最終將這一設計發展成DC-3。
雖然波音的設計率先投產，但是247被證實存在一些嚴重的設計不足。航空公司認為其載客量有限是一大缺點，因為只能搭載10名乘客，每邊5人，加上1名空姐。相比較於更寬敞的DC-2和後來的DC-3，載客量太少而不具備盈利性。另一個影響乘客舒適性的地方在於主翼梁橫跨客艙，因此機上人員必須跨過翼梁行走。洛克希德L-10伊萊克特拉的配置與之類似，同時有更加緊湊的設計，伊萊克特拉同樣載客10人，卻在總體性能上表現的更為優秀，特别是每英里的營運成本。
波音247一共造了75架，而道格拉斯在珍珠港事件之前收到了800架DC-3的民航訂單，生產了10,000多架DC-3，包括戰時生產的C-47，同時競爭者洛克希德伊萊克特拉系列的民用和軍用版本達到了共計3,000架的產量。波音航空運輸公司訂購60架247，聯合航機運輸公司訂購10架，漢莎航空訂購3架，但是僅僅交付了2架，還有1架售予中國的私人買家。而在波音的競爭對手樹立起行業標準的時候，許多聯合航空的247被西部快線航空以極低價格收購。

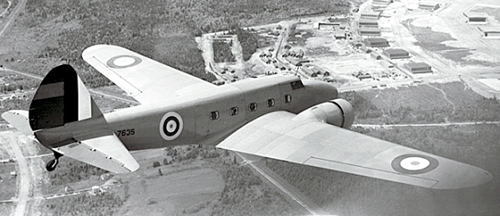
加拿大皇家空軍第121中隊的波音247D，約1939年

波音247直到第二次世界大戰仍在航空公司服役，其中一些在戰時改裝為C-73運輸機和教練機。加拿大皇家空軍第121中隊在戰爭早期有七架247D作為中程運輸機服役。其中一架被捐贈給英國皇家空軍（RAF）用作雷達測試平臺，編號DZ203。DZ203在RAF通過了數個單元的測試，隨後在1945年1月16日被用來進行世界上首次全自動化駕駛的盲降。
軍閥「少帥」張學良購買兩架波音247D給他的空軍部隊。其中一架為他本人所用，名為「白鷹號」。1936年西安事變期間，他根據秘密停戰協定乘坐這架飛機飛往西安加入反對國民革命軍的陣營，拘捕總司令蔣介石，結束國共內戰，由此國共雙方轉向聯合抗日。
一些特定改裝的變種包括一架從聯合航空移交給陸軍航空兵的波音247Y，用作在機鼻安裝兩挺機槍的測試機。同樣的安裝方式配備給了一架蔣介石總司令擁有的247Y，這架飛機具有一挺柯爾特.50英寸（12.7 mm）機關槍，可裝載任意數量的子彈。一架捐贈給英國皇家空軍的247D成為新裝備的測試平臺，並具有非標準的機鼻、新的動力裝置，以及固定式起落架。一些247作為貨機和公務機仍然服役至1960年代晚期。
特納和龐伯恩的247D仍然存在。這架飛機最初從1934年9月5日開始飛行，1934年從聯合航空出租用以參加當年的麥克羅伯遜航空競賽，隨後回歸其機隊，執飛定期航班直到1937年。隨後，這架247D被售予聖路易斯的聯合電器公司作為公務機。航空安全署於1939年購買這架飛機，繼續使用14年，直至捐給華府的國家航空航天博物館。這架飛機披上兩種塗裝，左側標註NR257Y，為特納參加麥克羅伯遜航空競賽的塗裝，右側為聯合航空的塗裝，標註NC13369。

## 型號

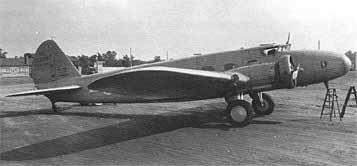
波音247原型機在波音機場，約1933年

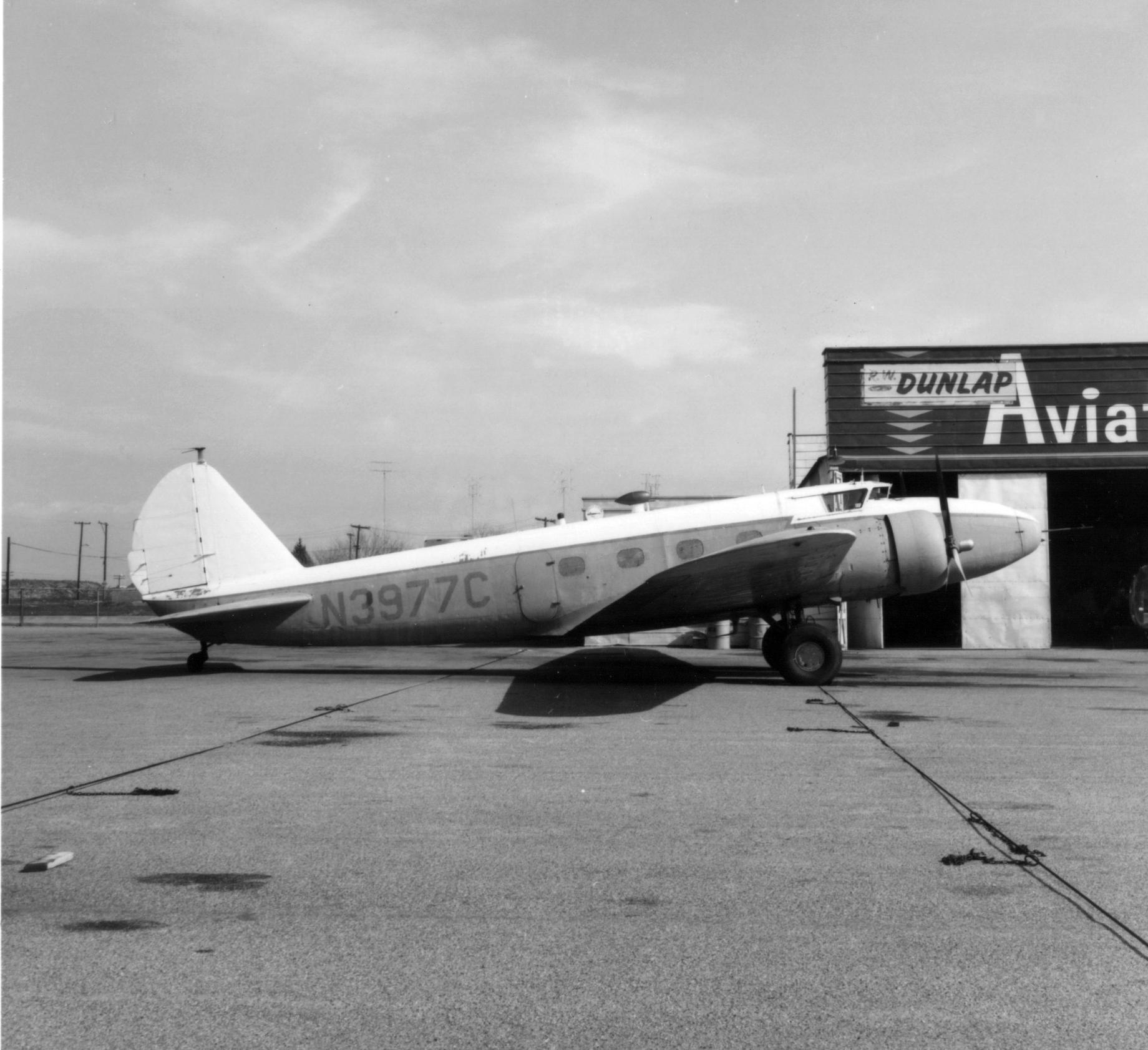
1950年代的一架波音247

Model 280
波音247的原始提案，載客14人，並用700馬力普惠大黃蜂引擎
Model 247
雙引擎民航機，最初的量產型號
247A
由625馬力普惠黃蜂引擎驅動，按德國漢莎航空1934年的特殊訂單要求製造
247E
首架247飛機的型號，用來測試一系列的改進，這些改進後來集成到波音247D
247D
第一架是為麥克羅伯遜航空競賽而設計的，使用漢密爾頓標準可變距螺旋槳，可以達到7 mph（11 km/h）的轉速，247D的配置應用到了同名的量產型號
247Y
軍用版，第一架售予中國，第二架作為教練機服役
C-73
波音247D客機被美國陸軍航空兵團徵用服役的型號，一共27架

## 使用者

### 民用

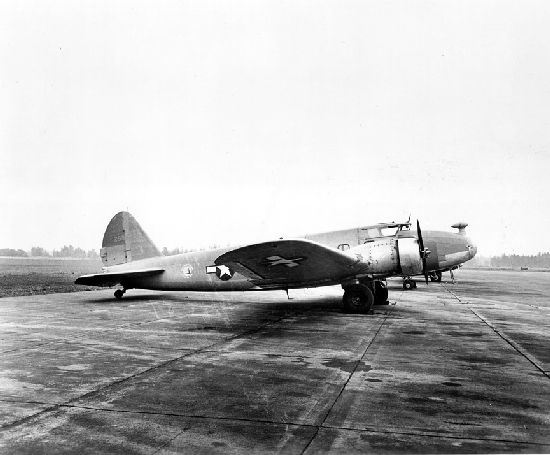
二戰中的C-73

巴西
- 巴伊亞航空（英语：Viação Aérea Bahiana），1架

 加拿大
- 加拿大太平洋航空
- 魁北克航空

 中華民國
- 私人買家擁有1架

 哥伦比亚
- 哥倫比亞航空通過SCADTA（英语：SCADTA）取得10架。

 德国
- 漢莎航空，1架服役，另1架備用[23][24]

 美国
- 波音航空運輸（後來的聯合航空），60架
- 帝國航空
- 國家公園航空（英语：National Parks Airways）
- 賓夕法尼亞中部航空
- 聯合航機運輸公司，10架
- 阿拉斯加維恩航空（英语：Wien Air Alaska）
- 西部快線航空（英语：Western Air Express），後來稱西部航空，從聯合航機運輸公司收購247
- 伍德利航空
- 懷俄明航空服務

### 軍用
加拿大
- 加拿大皇家空軍

 英国
- 英國皇家空軍

 美国
- 美國陸軍航空兵團

## 性能諸元（波音247D）
参考资料：Boeing aircraft since 1916
基本信息
- 机组：3
- 容量：10名乘客＋行李和400磅（181）郵件
- 長度：51英尺7英寸（15.72）
- 翼展：74英尺1英寸（22.58）
- 高度：12英尺1.75英寸（3.7021）
- 机翼面积：836.13平方英尺（77.679平方）
- 翼型：Boeing 106B[33]
- 空重：8,921英磅（4,046）
- 最大起飛重量：13,650英磅（6,192）
- 燃料容量：273 US gal（227 imp gal；1,030 l）
- 发动机：2台普惠R-1340 S1H1-G黃蜂9個圓柱形氣缸氣冷星型活塞發動機，每台500匹馬力（370千瓦特），8,000英尺（2,438米）時轉速2,200 rpm
- 螺旋桨：2部桨叶可變距型螺旋槳

性能
- 最大速度：200英里每小時（322每小時；174節）
- 巡航速度：189英里每小時（304每小時；164節），在12,000英尺（3,658米）巡航高度
- 航程：745英里（647海里；1,199）
- 升限：25,400英尺（7,700）
- 絕對升限：27,200英尺（8,291米）
- 爬升率：1,150英尺每分鐘（5.8每秒）

## 事故
1933年10月10日一架聯合航空247，NC13304（c/n 1685）在首次蓄意破壞客機的事故中失事，該飛機執飛從克里夫蘭飛往芝加哥的定期航班，在印地安納州切斯特頓上空被基於硝酸甘油的爆炸裝置炸毀。機上7人全部遇難。
1933年11月9日一架太平洋航空運輸公司的247，NC13345（c/n 1727）在起飛後，由於機師在大霧中發生空間迷向，加之能見度降低而墜毀；機上10人中有4人遇難。
1933年11月24日一架國家航空運輸公司的247，NC13324（c/n 1705）被人從芝加哥運送到堪薩斯，當時該機在伊利諾伊州威德隆附近墜毀，機上3名機組人員全部遇難。
1934年2月23日一架聯合航空247，NC13357（c/n 1739）在鹽湖城附近的帕特利峽谷墜毀，機上8人全部遇難。
1934年12月20日一架247執飛聯合航空6號航班（NC13328，c/n 1709），由於化油器結冰而在伊利諾伊州韋斯特恩斯普林斯附近撞樹並墜毀，機上4人全部倖免。隨後該飛機被修復，並在1935年7月按照247D的標準改裝，之後回歸機隊，1942年被美國陸軍航空兵徵用並重新註冊為C-73，機尾編號42-57210。該機1942年8月30日在得克薩斯州鄧肯機場墜毀，隨後被拆卸。
1935年3月24日漢莎航空的247（D-AGAR，c/n 1945）在紐倫堡與法國航空飛機發生地面相撞而嚴重損毀，隨後被拆卸。
1935年9月1日一架西部快線航空的247，NC13314（c/n 1695）被人從加州伯班克運送到索格斯，當時該機在起飛後撞上高壓電線，機上3人全部遇難。
1935年10月7日一架247D執飛聯合航空4號班機（c/n 1698），由於機師失誤而在懷俄明州夏延以西10英里（16）處墜毀。機上3名機組人員和9名乘客全部遇難。
1935年10月30日一架聯合航空247D，NC13323（c/n 1704）在儀器試飛過程中墜毀於夏延，機上4名機組人員全部遇難。
1936年12月15日一架247D執飛西部快線航空6號航班時墜毀，該機執飛從伯班克飛往鹽湖城，經停拉斯維加斯的定期航班，在猶他州長峰上的哈爾迪山脊下方墜毀；7人遇難。飛機的主要部分與山脊相撞，並落入山脊下方1,000英尺的盆地。
1936年12月27日一架247D執飛聯合航空34號班機（c/n 1737），由於機師失誤而在加州洛杉磯郡賴斯峽谷頂部墜毀；機上12人全部遇難。
1937年1月12日一架247D執飛西部快線航空7號航班（c/n 1696）從鹽湖城飛往伯班克，撞上紐霍爾附近的一座山，5人遇難。死者中有著名探險家、作家和紀錄片攝影家馬丁·強森。
1937年8月13日一架納粹德國空軍的247（原漢莎航空D-AKIN，c/n 1944）從德國雷希林的試驗場試飛，在漢諾威墜毀，機上7人全部遇難。該飛機用於測試實驗性的自動駕駛儀。
1939年3月13日一架SCADTA的247D，C-149在哥倫比亞卡爾達斯省曼薩納雷斯附近墜毀，機上8人全部遇難。
1940年2月27日一架SCADTA的247D，C-140在哥倫比亞桑坦德省托納附近撞上埃爾莫爾蒂諾山，機上11人全部遇難。
1942年1月30日一架西北航空的C-73，42-68639（c/n 1717原註冊號NC13335）在明尼蘇達州明尼阿波利斯附近的沃爾德－張伯倫機場墜落並焚毀，機上10人全部遇難。

## 現存飛機

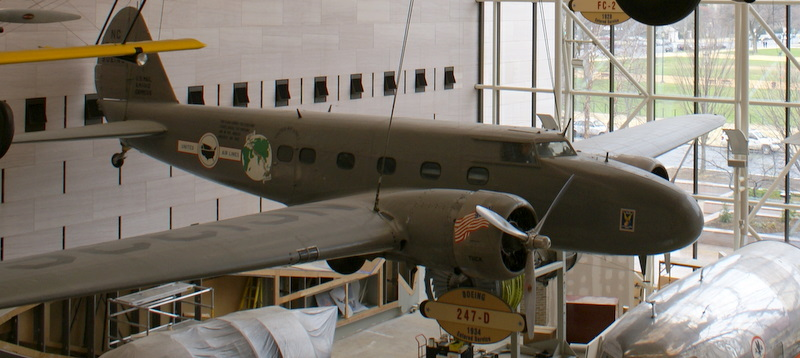
國家航空航天博物館的波音247D，該側為聯合航空塗裝。

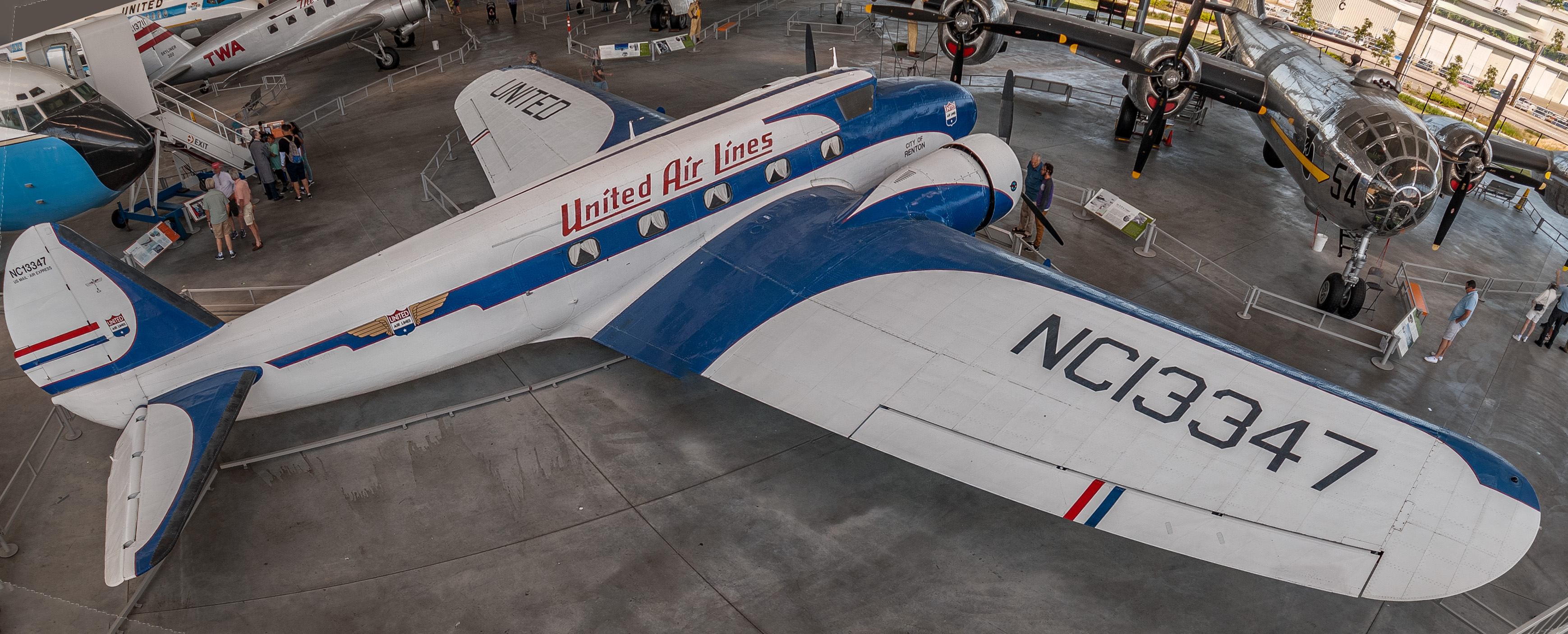
西雅圖飛行博物館的波音247

c/n 1699，CF-JRQ
在渥太華加拿大航空航天博物館展出，1967年由标准石油在阿爾伯塔省卡加利的分公司捐贈給博物館。
c/n 1722，N18E
在英國勞頓國立科學產業博物館展出
c/n 1729，N13347
該機仍有適航條件，在美國華盛頓州史諾霍米須郡佩恩機場的飛行博物館修復中心修復之後，於2016年4月26日飛往飛行博物館主館，最後安置於博物館的航空公園。
c/n 1953，NC13369／NR257Y
在美國華府國家航空航天博物館航空運輸廳展出，右側為聯合航空塗裝及註冊號NC13369，左側為麥克羅伯遜航空競賽時的NR257Y塗裝。